# Délvidéki vérengzések
Délvidéki vérengzések névvel illetik az 1944–45 telén a Délvidéken a jugoszláv kommunista partizánalakulatok, a vajdasági szerb lakosság és az általuk létrehozott népőrség által civil vajdasági lakosok, elsősorban magyarok, németek és horvátok ellen brutális kegyetlenséggel elkövetett háborús bűncselekményeket, melyek több településen népirtásba torkolltak. A tömeggyilkosságok áldozatainak számáról nincs pontos adat, de összesen százezernél többen lehettek.

## Az események

### Atrocitások a jugoszláv csapatok délvidéki bevonulása során
A német és a magyar hadsereg második világháborús tetteinek (pl. az újvidéki vérengzés) megtorlása egész Jugoszláviában igen kegyetlen volt. Már 1944-ben a jugoszláv partizánalakulatok és a szovjet Munkás-paraszt Vörös Hadsereg délvidéki bevonulása során számos erőszakos cselekmény történt a német, magyar és horvát, de tulajdonképpen minden olyan civil lakos, aki nem szimpatizált a partizánokkal például a kommunisták ellen is harcoló Draža Mihailović csetnik mozgalmát támogatók rovására (a települések sorozatos kifosztása, kivégzések, kínzás, megalázás, nemi erőszak, nők és gyermekek bántalmazása). A titóista megtorlások indítékainál nagy a különbség abban, hogy a szerbek közül a politikai ellenlábasokat likvidálták, míg a vajdasági nemzeti kisebbségek esetében a kollektív bűnösség vádjával, etnikai alapon végeztek tisztogatást több településen.
A munkaképes férfilakosságot a szovjetek több településről Szibériába deportálták. A katonai fosztogatás a templomokat, de a zsinagógákat sem kímélte, némelyiket teljesen lerombolták (óbecsei zsinagóga). A zsákmányéhség, a magyar- és németellenesség, valamint az antiszemitizmus is tombolt a bosszúvágy mellett.

### A délvidéki népirtás, 1944–45
Az 1944. év október–november havában – írják a kegyes-bátor plébánosok – vérfergeteg zúdult Bácska szelíd rónáira. Ennek a vérzivatarnak legkevesebb negyvenezer magyar esett áldozatul. Ezeknek legnagyobb része teljesen ártatlan volt, minden komolyabb ok nélkül esett áldozatul a vérszomjas bosszúnak.
A bevonuló jugoszláv partizánalakulatokból létesült új katonai hatóság, a Bánáti, Bácskai és Baranyai Katonai Igazgatás és az OZNA (Odeljenje za zaštitu naroda, vagyis Népvédelmi Osztály) állambiztonsági szerve ellenőrzése alatt katonai közigazgatást vezettek be Vajdaságban 1944. október 17-én. Ezt követően a kommunista pártvezetés (Jugoszláv Népfelszabadító Antifasiszta Tanács) utasítására etnikai alapú, per nélküli kollektív büntetőeljárásokat kezdtek. 1944–45 telén lakóhelyükön vagy gyűjtőtáborokban – korra és nemre való tekintet nélkül – tömegesen kínozták meg és végezték ki a magyar és a német nemzetiségű polgári lakosságot, a második világháborúban való kollektív bűnösséggel vádolva őket. A gyilkosságokat számos esetben szadista kegyetlenséggel, barbár módon követték el.
„Voltak akiket kettéfűrészeltek vagy karóba húztak, másokat elevenen elégettek vagy eltemettek. Egyeseknek leszaggatták a körmüket, felhasogatták a bőrüket, majd besózták. Láttam egy csecsemőfejet a falhoz vágva, az agyveleje szét volt loccsanva. Az egyik asszony terhes volt, mikor kitaposták belőle a gyereket. Sok esetben meggyfabotra kötött tízkilós ólommal verték agyon az áldozatokat; volt, akinek az orra is leszakadt az ütéstől. Legtöbbjüknek azonban egyszerűen csak fejszével levágták a fejét. Az asszonyok sírva keresték fiaikat, férjüket a holttestek között. Mindenütt vértócsában feküdtek az emberek. Szörnyű látvány volt.”
A kivégzések több helységben tömeges lincseléssé fajultak, volt ahol a helyi szerb lakosság egy részének aktív részvételével. Sokakat a bosszúvágy mellett az anyagi haszonszerzés is motivált. Óbecsén ezek mellett az egész magyar lakosságot megkülönböztető jelzés – fehér karszalag – viselésére kötelezték, és így a megkülönböztetetteket kényszermunkára lehetett hajtani.
Az áldozatok számát még mindig csak becsülni lehet. Újvidéken (Novi Sad) az akkori lóversenypályánál közel 2000 magyart végeztek ki. Szinte minden magyarlakta településen voltak statáriális kivégzések. A vérengzések során harmincöt katolikus papot, majdnem valamennyi helyben maradt plébánost is megkínoztak és megöltek. A polgári lakosságon kívül tömegesen végeztek ki hadifogoly magyar honvédeket is. A jugoszláv Népvédelmi Osztály korabeli hivatalos adata szerint is 2982 áldozat volt, valamint 899 délvidéki magyart halálra ítéltek háborús bűnökért. A becslések szerint azonban az 1944–1945 telén meggyilkolt magyarok száma 20 000 és 45 000 között van, a témában publikáló Teleki Júlia szerint, azonban ez a szám az 50 000-t is elérheti.
Az áldozatoknak még holtukban sem adták meg a végtisztességet: holttestüket tömegsírokba hányták. Nem egy esetben el sem temették, csak csatornákba, dögkútba dobálták, sintértelepre gyűjtötték őket. Előfordult, hogy egy tömegsírt exhumáltak, és a holttesteket enyvgyárban iparilag feldolgozták. A megmaradt sírokat – kevés kivételtől eltekintve – nyomtalanul beépítették: föléjük házakat, sportpályákat építettek.
A kivégzettek nevét, állítólagos „bűnüket”, kivégzésük körülményeit, nyughelyüket nem hozták hivatalosan nyilvánosságra. Utólag háborús bűnössé nyilvánították valamennyiüket, vagyonukat elkobozták, hozzátartozóikat megbélyegezték. Három helység: Csúrog (Čurug), Zsablya (Žabalj) és Mozsor (Mošorin) teljes maradék magyar lakosságát – akik túlélték a vérengzést – mindenüktől megfosztva örökre kitiltották a lakóhelyükről. A Bánát, Bácska, Baranya katonai parancsnokságának közleménye szerint ezeken a településeken élő magyarokat kollektíven háborús bűnösnek nyilvánította a munkaszervezési szabályzat 19. szakasza alapján.
1945–1948 között a következő helységekben működtek internáló táborok: Gádor (Gakovo), Tiszaistvánfalva (Bački Jarak), Körtés (Kruševlje), Mollyfalva (Molidorf, Molin), Rezsőháza (Knićanin), Szávaszentdemeter (Sremska Mitrovica), Szeghegy (Szikics, Lovćenac). A táborokban, becslések szerint, több mint 70 000 német és magyar nemzetiségű polgári személy (nagyrészt öregek, asszonyok és gyermekek) vesztette életét éheztetés, fagyhalál, járványok, kínzás vagy kivégzés következtében. A 2021-ben nyilvánosságra került adatok szerint a legidősebb áldozat egy 81 éves földműves férfi, a legfiatalabb pedig egy hatéves kislány volt.
A magyar kormányok sosem tiltakoztak a vérengzés és az azt követő internálások és egyéb megtorlások ellen. A nagy számú magyar áldozat mellett mintegy 80 000 magyar optált Magyarországra, a kitelepítettek és internáltak száma közel 400 000 fő, helyettük pedig szerb telepesek érkeztek, amivel a Délvidék etnikai arányai is teljesen megváltoztak. Ez a párizsi békeszerződések nyílt felrúgása volt. További súlyos problémát jelentett, hogy Vajdaságból elmenekült vagy áldozatul esett a magyar értelmiségi réteg szinte egésze. A nyolc magyar gimnáziumban a hatalomváltás utánra mindössze három diplomás tanár maradt és a magyar egyházi közösségek javarésze elvesztette papját és lelkészét.
A pontos számadatok tisztázása érdekében 2009-ben Szerbia kormánya vizsgálóbizottságot állított fel és az áldozatokról készített hivatalos adatbázisban eddig 59 554 nevet tudtak felsorolni. Közülük 2014-ig a nemzetiségi hovatartozás alapján 27 367 németet, 14 567 szerbet és 6112 magyart azonosítottak. A magyar történészek is tovább vizsgálják az eseményeket és a számadatok vonatkozásában 2010-ben azt állapította meg A. Sajti Enikő, hogy az biztosan állítható, hogy a Vajdaságban a délvidéki vérengzések kapcsán ötezer körüli magyar életét vesztette. A helyzetet bonyolítja az a tény is, hogy nem minden akkori háborús áldozat a partizánok általi megtorlásnak esett áldozatul.

### A vérengzés „indoklása”
A magyar polgári lakosság körében végrehajtott népirtást a hivatalos szervek akkor is és a későbbi évtizedekben is úgy állították be, mintha háborús bűnösöket vontak volna felelősségre szabályos eljárással, noha ez legritkább esetben történt csak meg.
A kivégzéseket és a magyarok internálását a kommunista politikai vezetés általában „válasznak” tekintette a magyar csapatok újvidéki vérengzésére, amely három évvel korábban, 1942-ben történt. Az Újvidék környéki partizánok támadásai váltották ki az 1942. január 12. és 15. közötti katonai razziát, amely Feketehalmy-Czeydner Ferenc altábornagy és néhány társa önhatalmú akciójaként több ezer szerb és zsidó polgári személy (köztük nők, gyerekek, öregek) meggyilkolásával végződött Újvidéken, Zsablyán, Csúrogon, Mozsoron és Óbecsén (Bečej), amiért 1943-ban a Horthy-rendszer alatti Magyarországon felelősségre vonták a felelős honvéd- és csendőrtiszteket. A tettesek közül a fő felelősöket a tárgyalás során halálra ítélték. A halálos ítéleteket azonban nem tudták végrehajtani, mivel az elítéltek Németországba menekültek. A háború után azonban kiadták őket Jugoszláviának és háborús bűnösként kivégezték őket.
További „indokként” jelölték meg azt, hogy amikor 1941. április 13-án sor került a Bácska visszacsatolására Magyarországhoz, a bevonuló magyar csapatok állítólag 8500 szerb civilt öltek meg (köztük nőket, öregeket és gyerekeket). Ezt az állítást azonban sosem tudták alátámasztani tényekkel.

## Az áldozatok rehabilitálása

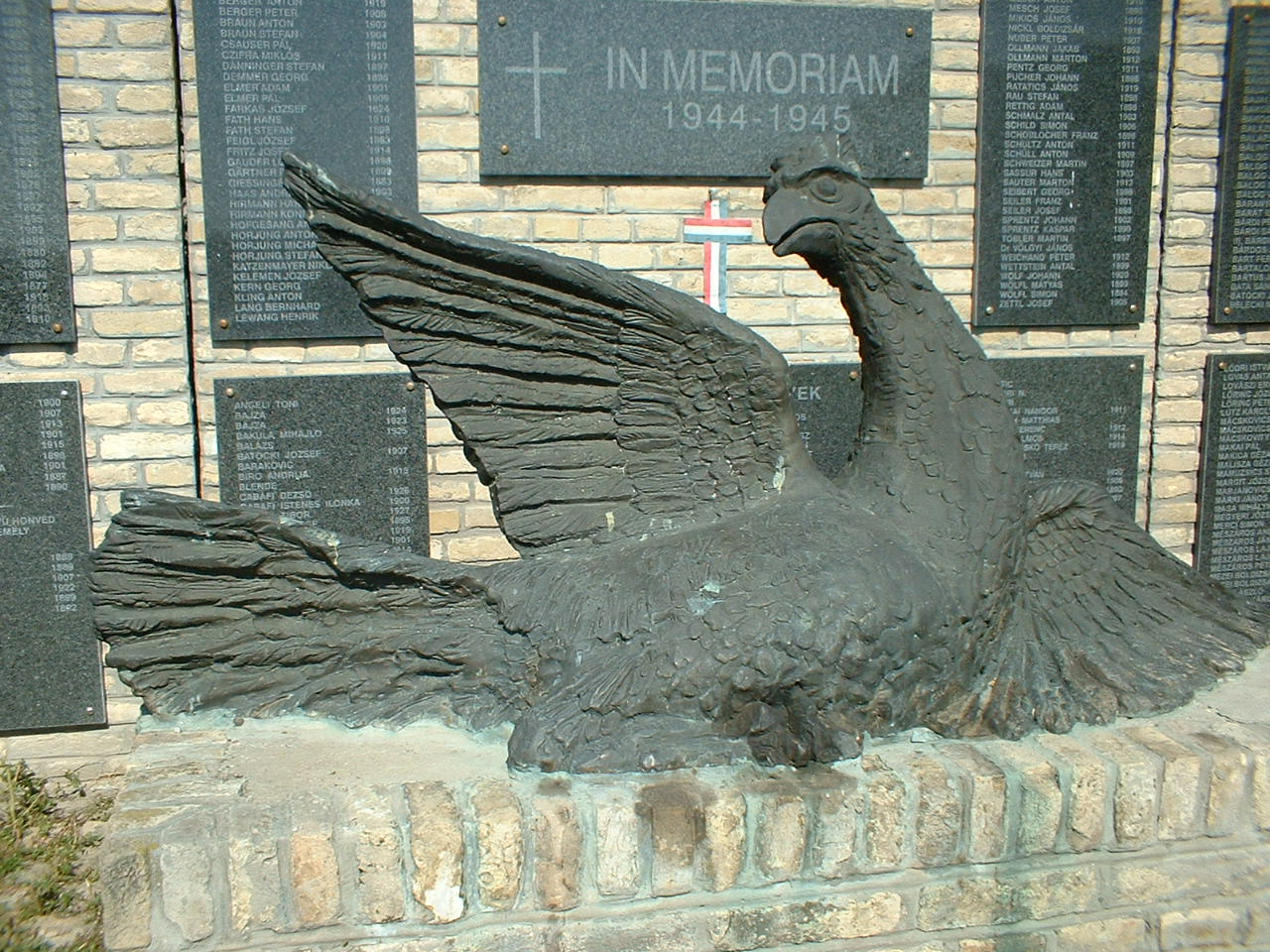
In memoriam 1944-1945. 1993-ban állított emlékmű az áldozatok nevével a szabadkai tömegsírnál (Zentai úti temető)

Az 1945-ös délvidéki népirtásról a magyar állam a szocializmus idején nem nyilatkozott, és a nemzetközi nyilvánosság előtt soha nem tette szóvá a kérdést. Az eseményekkel kapcsolatos kutatások, valamint a tanulmányok publikálása az 1990-es években kezdődött meg Magyarországon. A szerb beismerés 2013-ig váratott magára.
Az alaptalan vádak alól sem az áldozatokat, sem hozzátartozóikat azóta sem mentesítették, anyagilag nem kártalanították, és nem is rehabilitálták őket. A Tito által vezetett jugoszláviai rezsim a népirtást elhallgatta, és csak a magyar hatósági szervek által elkövetett 1942-es vérengzéseket hangoztatta egyoldalúan, ami a Délvidéken élő magyar közösségnek a legutóbbi időkig súlyos károkat okozott. A borzalmak helyszínén a gyászolók saját költségükre felállított keresztjeit a szerb szomszédok másnapra mindig összetörték.
Az 1990-es években a Milosevics-féle diktatúra tovább akadályozta a kutatókat a tények feltárásában. A délvidéki magyarság első politikai szervezete, a Vajdasági Magyarok Demokratikus Közössége (VMDK) megalakulásától kezdve követelte a kutatások megindítását és a kollektív büntetési elv alapján kimondott vétkesség vélelmének hatálytalanítását. A Milosevics-rendszer bukása óta az új vajdasági parlament foglalkozni kezdett a kérdéssel. A vajdasági magyar pártok megkezdték egy központi adattár létrehozását, amelynek feladatai közé tartozik az emlékhelyek nyilvántartása, valamint a kutatási eredmények közzététele nyomtatott formában és az interneten is.
Az áldozatok hozzátartozói kezdeményezésére szerb bírósági döntésre is született példa. Forró Lajos Szegeden élő, de a Vajdaságban született tanár, aki dokumentumfilmet készített a Magyarkanizsán, Martonoson és Adorjánban történt magyarellenes atrocitásokról, 1944 novemberében ártatlanul kivégzett nagyapja ügyében beadványt készített. 2009. december 31-én megszületett az erről szóló végzés, mely szerint az akkor elkövetett bűnök háborús bűnnek minősülnek és rehabilitálták a nagypapát.
A szerb parlament a magyar kormány kérésére 2013. június 21-i rendkívüli ülésén (nyilván az EU-ba való belépésük előfeltételeként) elfogadta a délvidéki magyarok ellen 1944-45-ben elkövetett vérengzéseket elítélő nyilatkozatot, nem amnesztia meghirdetésével, hanem az eleve ártatlanság kijelentésével.
Hét évtizedet kellett arra várni, hogy hivatalosan is eltöröljék a délvidéki települések magyarjainak kollektív bűnösségéről szóló törvényt. 2014. november 2-án Aleksandar Vučić szerb miniszterelnök Szabadkán, a Zentai úti temetőben részt vett az 1944-45-ben kivégzett ártatlan áldozatok tiszteletére rendezett megemlékezésen. Ez volt az első alkalom, amikor a szerbiai vezetés a szabadkai emlékműnél lerótta kegyeletét. A megemlékezésen Vučić miniszterelnök bejelentette, hogy a vajdasági Csúrog, Zsablya és Mozsor magyar lakosságának kollektív bűnösségét kimondó jogszabályt hatályon kívül helyezték.

### Magyar nyelvű
- Illés Sándor: Sirató (Szépirodalmi Könyvkiadó, Budapest, 1977)
- Mező Sándor: A népírtás csöndje: Rekviem a délvidéki Magyarokért (Erdélyi szalon könyvkiadó 2023)
- Cseres Tibor: Vérbosszú Bácskában, Magvető Kiadó, 1991, (a katalógusokban formailag hibás ISBN-nel szerepel) ISBN 9631418150
- Matuska Márton: A megtorlás napjai (Forum, Novi Sad, 1991)
- Ötvenezer magyar vértanú, tudósítás a jugoszláviai magyar Holocaustról, 1944-1992 (Nyárády István kiadása, 1992)
- Mojzes Antal: Halottak napja Bajmokon (1994)
- Forró Lajos: Jelöletlen tömegsírok Magyarkanizsán, Martonoson Adorjánon (Szeged, 1995; II. bővített kiadás: Hálózat a Szabad Információért Alapítvány, Szeged, 2007)
- Szloboda János: Zentán történt '44-ben (Jugoszláviai Magyar Művelődési Társaság, Újvidék, 1997)
- Cirkl Zsuzsa – Fuderer László: Bácskai golgota – a vallásüldözés áldozatai (Logos Grafikai Műhely, Tóthfalu, 1998)
- Teleki Júlia: Keresem az apám sírját (Logos Grafikai Műhely, Tóthfalu, 1999)
- Papp Imre: Ez a mi kálváriánk (Újvidék, 1999)
- Mészáros Sándor: Holttá nyilvánítva – Délvidéki magyar fátum 1944–45. I-II, (Hatodik Síp Alapítvány, 1995–2000)
- Stéphane Courtois: A kommunizmus fekete könyve (Nagyvilág, 2001)
- Ádám István–Csorba Béla–Matuska Márton–Ternovácz István: A temerini razzia (2001)
- Balla Ferenc–Balla István: Bezdán története (2001) 3. kötet.
- A. Sajti Enikő: Impériumváltások, revízió és kisebbség: magyarok a Délvidéken 1918-1947 (Napvilág Kiadó, 2004) ISBN 963-9350-37-0
- Matuska Márton: Hová tűntek Zsablyáról a magyarok? (VMDP Történelmi Bizottsága, Temerin, 2004)
- Gutai István: Földönfutók, hontalanok. Menekülés Bácskából 1944/45 (Keskenyúton Alapítvány kiadója, Budapest, 2013)

### Angol nyelvű
- Cseres Tibor: Serbian Vendetta in Bacska. hungarianhistory.com. (Hozzáférés: 2017. június 27.)
- Fifty thousand Hungarian martyrs report about the Hungarian Holocaust in Jugoslavia, 1944–1992. ed. István Nyárádi, 1992

### Szerb nyelvű
- Serbia ikomentari 1900/1991, Zaduzbina Miloša Crnjanskog, Belgrád, 1991
- Karapandžić, Borivoje: Jugoslovensko krvavo proleće 1945. Titovi Katini i Gulagi, Mladost, Belgrád, 1990
- Kasas, Aleksandar: Madjari u Vojvodini 1941–1946, Filozofski fakultet u Novom Sadu, Odsek za istoriju, Újvidék, 1996

## Média
- Temetetlen halottaink. Magyar dokumentumfilm (1991), rendezte Siflis Zoltán.